# Matt Shirvington
Matthew "Matt" Shirvington, född 25 oktober 1978, är en australisk friidrottare och programledare på TV. Hans främsta gren är 100 meter, men är också framstående på 200 meter och har goda meriter som stafettlöpare.

## Nationella meriter
Shirvington har tagit en stor mängd medaljer vid australiska mästerskapen. Mest noterbart är fem raka guldmedaljer på 100 meter 1998 till 2002.

## Internationella meriter
Vid OS i Sydney 2000 tog Shirvington sig till semifinal på 100 meter och till kvartsfinal på 200 meter. Han har också deltagit i VM sedan 1999 och i Samväldesspelen 1998 och 2006 (final på 4 × 100 meter). Vid samväldesspelen 1998 kom han på fjärde plats på 100 meter på den nya australiska rekordtiden 10,03 sekunder, ett rekord som stod sig till 2003 då Patrick Johnson sprang på 9,93.

## Karriär vid sidan om idrotten
Förutom på idrottsarenorna har Shirvington också gjort sig känd som programledare i serien Beyond Tomorrow för den australiska TV-kanalen Channel 7. 2004 deltog han i dansprogrammet Dancing with the Stars. I flera år har han också varit nationell ambassadör för Canteen, en australisk stödorganisation för cancersjuka barn.

### Fotnoter
1. ↑  ”National Ambassadors - Matt Shirvington” (på engelska). Canteen. 2007. Arkiverad från originalet den 1 september 2007. https://web.archive.org/web/20070901155913/http://canteen.org.au/default.asp?articleid=749&menuid=93. Läst 21 september 2008.